# Trigonopsis cameronii
Trigonopsis cameronii là một loài côn trùng cánh màng trong họ Sphecidae, thuộc chi Trigonopsis. Loài này được Kohl miêu tả khoa học đầu tiên năm 1902.